# Спанак
Спанакът (Spinacia) е род тревисти растения от семейството лободови – Chenopodiaceae. Като листен зеленчук се отглежда Spinacia oleracea. Листата са богати на белтъци, железни и калциеви соли и витамин A, B1, B2, C (аскорбинова киселина) и PP. Произлиза от Западна и Централна Азия.

## Видове
- Spinacia oleracea – обикновен спанак
- Spinacia tetrandra
- Spinacia turkestanica